# موريس إسكالونا
موريس إسكالونا (بالهولندية: Maurice Escalona)‏ هو لاعب كرة قدم هولندي في مركز الهجوم، ولد في 27 يناير 1980 في أروبا في مملكة هولندا. شارك مع منتخب أروبا لكرة القدم. أما مع النوادي، فقد لعب مع SV Racing Club Aruba ‏.

## وصلات خارجية
- موريس إسكالونا على موقع قاعدة بيانات كرة القدم.إي يو (الإنجليزية)
- موريس إسكالونا على موقع ناشيونال فوتبول تيمز (الإنجليزية)